# Hetaireios
Hetaireios (altgriechisch Ἑταιρεῖος Hetaireíos, deutsch ‚zum Freund gehörig‘, von ἑταῖρος hetaíros, deutsch ‚Gefährte, Freund‘) ist eine Epiklese des griechischen Gottes Zeus.
Zeus Hetaireios wurde als Beschützer guter Freundschaft und Kameradschaft angerufen. Herodot lässt den verzweifelten Kroisos nach dem Tod seines Sohnes den Zeus mit den drei Epiklesen Katharsios, Epistios (attisch Ephestios) und Hetaireios anrufen. Im Mythos bringt Iason dem Zeus Hetaireios ein Opfer dar, nachdem er sich mit den Argonauten am Strand der thessalischen Stadt Magnesia versammelt hatte. In der Stadt soll er zudem das Fest Hetairidia eingerichtet haben, das dort Zeus Hetaireios zu Ehren gefeiert wurde.
Hetairidia wurden auch in Makedonien gefeiert, bei denen der makedonische König Opfer darbrachte. Ob es sich um ein Fest gleichen Charakters handelt, ist unsicher. Ein Kult in Kreta ist beim spätantiken Lexikographen Hesychios belegt.